# Claudia Losch
Claudia Losch, född den 10 januari 1960 i Wanne-Eickel i Västtyskland, är en före detta friidrottare som tävlade i kulstötning.
Losch var under 1980-talet en av världens främsta kulstötare. Hennes främsta merit är hennes guldmedalj vid Olympiska sommarspelen 1984 i Los Angeles. Hon blev fyra vid både VM 1987 och vid VM 1991. 
Inomhus blev hon världsmästare vid VM 1989 och hon slutade på tredje plats vid VM 1987. Hon vann dessutom tre EM-guld inomhus.

## Personliga rekord
- Kulstötning - 22,19 meter